# Oostelijke zwarthandtamarin
De oostelijke zwarthandtamarin (Saguinus ursula)  is een zoogdier uit de familie van de klauwaapjes (Callitrichidae). De wetenschappelijke naam van de soort werd voor het eerst geldig gepubliceerd door Johann Centurius von Hoffmannsegg in 1807. Vroeger werd de soort als ondersoort beschouwd van de westelijke zwarthandtamarin.

## Voorkomen
De soort komt voor in Brazilië ten oosten van de Rio Tocantins.